# Imre Mikó
Dans le nom hongrois Mikó Imre, le nom de famille précède le prénom, mais cet article utilise l’ordre habituel en français Imre Mikó, où le prénom précède le nom.
Le comte Imre Mikó de Hidvég (en hongrois : hidvégi gróf Mikó Imre, [ˈhidveːgi ˈgɾoːf ˈmikoː ˈimɾɛ]), né le 4 septembre 1805 à Zabola (actuelle Zăbala) et décédé le 16 septembre 1876 à Kolozsvár (actuelle Cluj-Napoca), est un homme politique et un historien hongrois. Il fut notamment ministre et gouverneur de Transylvanie. Il travailla sans relâche à l'essor économique, culturel et scientifique de son pays, surtout en Transylvanie, d'où son surnom de « Szécheny de la Transylvanie », en référence au comte István Széchenyi, « le créateur de la Hongrie moderne » et « le plus grand Hongrois ». Il est membre de l'Académie hongroise des sciences.

## Biographie
Imre est le fils du comte György Mikó, juge royal du comté de Háromszék et de la comtesse Borbála Mikes. La famille Mikó est une ancienne famille noble transylvaine remontant au XIIIe siècle (1252), titrée comte au XVIIIe siècle.

Imre Mikó est député en 1865, il est ministre du Transport et des Travaux Publics de 1867 à 1870. Au cours de son ministère est notamment créée une ligne de chemin de fer reliant la Transylvanie au cœur de la Hongrie. Il fonde en 1854 l'Association Économique Transylvaine (Erdélyi Gazdasági Egyesület) et l'Association des Musées de Transylvanie (Erdélyi Múzeum-Egyesület (hu)) en 1859. Il est également l'un des fondateurs de l'Association Hongroise d'Histoire dont il devient le président jusqu'à sa mort. Il joue un rôle important dans la fondation de l'Université de Kolozsvár en 1872 et dans la création de nombreuses écoles. 
Il fut à deux reprises gouverneur de Transylvanie (1849 ; 1860-1861). Il fut aussi le premier président de la Société historique hongroise.
Il lègue vers la fin de sa vie son propre jardin à la ville de Kolozsvár pour y aménager un parc public. Il est ainsi appelé par les magyarophones parc Mikó. Il est maintenant un parc de la Faculté de Géographie, au sein de l'Université Babes-Bolyai.
Après sa mort, sa maison est devenue le siège de l'Institut botanique et le jardin attenant le noyau de l'actuel Jardin botanique Alexandru Borza de Cluj. Il repose au cimetière Házsongárd de Cluj.
Son buste en bronze, situé dans ledit parc, fut laissé à l'abandon et masqué par la végétation pendant la période communiste.

## Honneurs, décorations
Il était grand-croix de l'Ordre impérial de Léopold (Lipót-rend nagykereszt) (1873), grand échanson du royaume (főpohárnokmester), membre de la chambre des Magnats, membre d'honneur de l'Académie hongroise des sciences (1858) puis membre de son conseil d'administration (1865). Il était également citoyen d'honneur des villes de  Kolozsvár (1854), Marosvásárhely (1856), Gyulafehérvár (1859), Székelyudvarhely (1859), Szatmárnémeti (1861), Csongrád (1861), Nagybánya (1867) et Fiume (1869). Il était aussi membre 1re classe de l'ordre ottoman du « Mecidî »

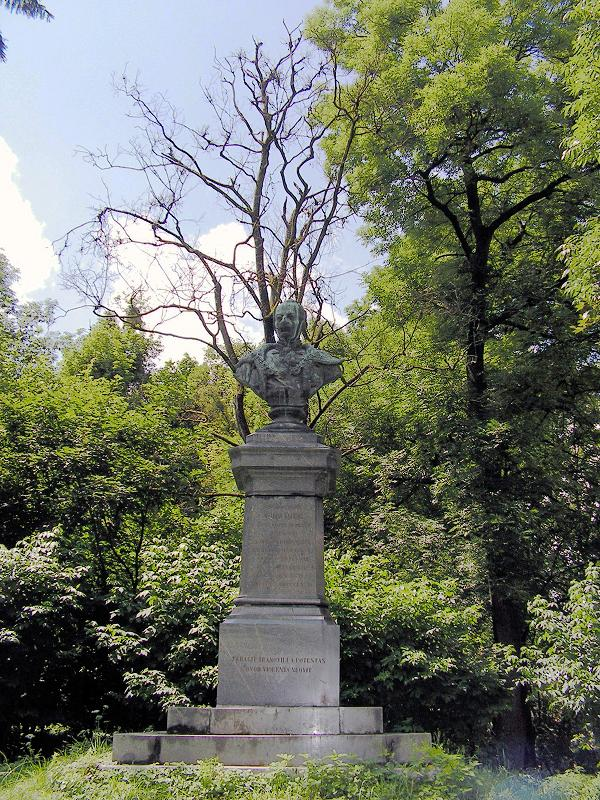
Buste du comte Imre Mikó, Kolozsvár

## Lien, source
- Magyar Életrajzi Lexikon